# Fastes consulaires
Pour les articles homonymes, voir Fastes (homonymie).
Les Fastes consulaires sont les listes chronologiques des consuls utilisées dans la Rome antique comme calendrier de référence. Les Romains dataient très rarement à partir de la fondation de Rome mais en fonction des consuls de l'année. Ces fastes consulaires nous permettent donc de dater les textes (Guerre des Gaules, etc.) ou les inscriptions lapidaires. De l'avis de P. Fraccaro et Jacques Heurgon, ils constituent pour les historiens modernes « le premier document et le plus important document de l'histoire romaine ».

## Historique
Selon Tite-Live, les archives de Rome auraient été détruites lors du sac de Rome par les Gaulois en 390 av. J.-C., et reconstituées aussitôt après. Les historiens modernes ne sont pas certains que les Fastes ont été détruits lors de ce sac, surtout si leurs supports étaient en pierre ou en bronze.
Les listes qui suivent ont été en grande partie réalisées à partir des annales d'historiens et de Fastes rédigés par les chroniqueurs. Parmi les historiens :
- Tite-Live, Histoire de Rome, à peu près complet pour la période allant de la fondation de la République romaine en 509 à l'an 293 av. J.-C., puis partiellement jusqu'à 9 av. J.-C..
- Denys d'Halicarnasse, de 509 à 443 av. J.-C.
- Diodore de Sicile, de 486 à 302 av. J.-C.

et pour les Fastes rédigés par les chroniqueurs :
- le Chronographe de 354, d'auteur inconnu, allant de 509 av. J.-C. jusqu'en 354 ap. J.-C.,
- les Fasti Hispani attribués à Hydace de Chaves, de 509 av. J.-C. à 486 ap. J.-C.
- la chronique de Prosper d'Aquitaine, donnant les consuls de 29 à 455 ap. J.-C
- la chronique de Cassiodore, avec les consuls de 509 av. J.-C. à 519 ap. J.-C, dont les nombreuses divergences sur le début de la période républicaine posent problème
- le Chronicon Paschale ou Alexandrinum, allant jusqu'au dernier consulat porté par un empereur en 628 ap. J.-C.

D'autres auteurs donnent des indications plus fragmentaires et peu fiables : Chronique d'Eusèbe de Césarée, traduite et complétée par Jérôme de Stridon, Fastes dits de Vérone pour 439-494 ap. J.-C., Chronique dite de Ravenne.
Des inscriptions fragmentaires gravées sur pierre complètent ces documents, dont
- les Fasti Capitolini, fragmentaires et allant jusqu'en 22 ap. J.-C.
- les Actes des Frères Arvales
- Fastes d'Ostie

Ces listes ne fournissent que les consuls éponymes, on retrouve certains consuls suffects grâce à divers documents épigraphiques, tels que les Fastes d'Ostie, les Fasti Potentini ou les diplômes militaires.

## Contenu reconstitué
Plusieurs difficultés apparaissent pour reconstituer une liste de consuls dans les premiers siècles de la République : avant 153 av. J.-C., l'entrée en fonction des consuls ne se fait pas au premier janvier, et les mandats ne coïncident donc pas avec l'année calendaire. De plus, si les consulats durent en principe douze mois, les intercalements entre les consultats de période de dictatures, ou de séries d'interrois introduisent des irrégularités. De surcroit, les historiens ne s'accordent pas sur la période de cinq ans sans consuls, de 375 à 371 av. J.-C. par suite du blocage des élections par les tribuns de la plèbe Caius Licinius Stolon et Lucius Sextius Lateranus. Tite-Live présente ces cinq années comme solitudo magistratuum, à l'inverse de Diodore qui n'admet qu'une année. D'autres problèmes se posent pour quatre années de dictature sans consul (333, 324, 309, 301 av. J.-C.) .
Par commodité, les Fastes sont répartis dans Wikipédia sur trois listes :
- Consuls romains de la République, de 509 à 31 av. J.-C.
- Consuls romains du Haut-Empire, jusqu'à la mort de Commode, en 192 ap. J.-C.
- Consuls romains du Bas-Empire, jusqu'en 541 ap. J.-C.